# Pseudispella
Pseudispella là một chi bọ cánh cứng trong họ Chrysomelidae.
Chi này được miêu tả khoa học năm 1895 bởi Kraatz.

## Các loài
Các loài trong chi này gồm:
- Pseudispella areolata (Uhmann, 1928)
- Pseudispella crassicornis (Weise, 1902)
- Pseudispella discernenda (Uhmann, 1949)
- Pseudispella fistulosa Uhmann, 1954
- Pseudispella militaris (Weise, 1902)
- Pseudispella monochiri, 1940
- Pseudispella petiti (Guérin-Méneville, 1841)
- Pseudispella radiata Uhmann, 1955
- Pseudispella rechenbergi (Uhmann, 1928)
- Pseudispella spuria (Péringuey, 1898)
- Pseudispella strigella Uhmann, 1960
- Pseudispella strigella Uhmann, 1961
- Pseudispella subspinosa (Guérin-Méneville, 1841)
- Pseudispella sulcicollis (Gyllenhal, 1817)